# Kölner Keller
Als „Kölner Keller“ werden die Räumlichkeiten bezeichnet, in denen das Video Assist Center (VAC) der Deutschen Fußball Liga stationiert ist.

## Beschreibung
Seit der Spielzeit 2017/18 wird der Video-Assistent bei den Spielen der Fußball-Bundesliga eingesetzt. Die Arbeitsräume für diese Tätigkeit befinden sich im Keller des Cologne Broadcasting Center im Kölner Stadtteil Deutz, weshalb sich die Bezeichnung „Kölner Keller“ für „einen der wichtigsten Arbeitsplätze des deutschen Profifußballs“ – so Sportjournalisten – eingebürgert hat. Der Raum wurde auch als „Großraum-Büro für Video-Assistenten“ bezeichnet.
Der „Kölner Keller“ ist rund 100 Quadratmeter groß, fensterlos und abgedunkelt. An zehn Arbeitsstationen verfolgen Schiedsrichter die Bundesliga-Begegnungen, um ihre Kollegen auf dem Platz im Zweifelsfall zu unterstützen. Sie alle sind Bundesliga-Schiedsrichter und für den Video-Einsatz speziell ausgebildet; bei ihrer Tätigkeit tragen sie Schiedsrichterbekleidung.
In den Stadien nehmen 19 bis 21 Kameras die Partien auf; 300 Bilder pro Sekunde können übertragen werden. Diese Aufnahmen werden pro Arbeitsstation von einem Video-Assistenten, einem weiteren Assistenten – beide Schiedsrichter – und zwei Operatoren beobachtet; ihnen stehen vier Monitore mit verschiedenen Funktionen zur Verfügung. Die Monitore zeigen das Livebild, auf einem Touchscreen-Monitor werden vier Kameraperspektiven gezeigt und können per Hand gezoomt werden; zusätzlich läuft ein weiteres, um drei Sekunden verzögertes Livebild. Die Operatoren spielen den neben ihnen sitzenden Schiedsrichtern die Bilder zu, die diese zur Beurteilung anfordern. Ein wichtiges Technik-Tool ist die kalibrierte Abseitslinie.
Die Kommunikation zwischen den Mitarbeitern im „Kölner Keller“ und dem jeweiligen Unparteiischen vor Ort läuft über ein Rechnernetz mittels IP-Telefonie, innerhalb der Stadien dann über Funk. Bei den Entscheidungen hat der Schiedsrichter im Stadion das letzte Wort.
Im April 2019 durften Journalisten den Keller erstmals besichtigen. Im März 2024 wurde bekannt, dass der DFB erwägt, den Keller nach Frankfurt am Main in die Zentrale des DFB zu verlagern. Ein Grund sei die Ersparnis bei den Mietkosten.